# 夢つばめ
夢つばめ（ゆめつばめ）は、兵庫県美方郡新温泉町で運行しているコミュニティバスである。
自家用自動車（白ナンバー車）による有償運送で、運行は全但バスに委託されている。
なお、新温泉町に合併される前の旧浜坂町にて運行していた、浜坂町営バス（はまさかちょうえいバス）についても、後で述べる。

## 沿革
全但バスでは、但馬地域の高齢化や人口の減少、移動手段のマイカー化等により、バスの乗客が減少しているため、合理化等の経営改善策を実施してきたが、今後さらにバス路線の休止を含めた大合理化を実施することが発表された。そのため、新温泉町では町営バスへの移行を決定した。
- 2008年10月1日 全但バスが運行していた路線を引き継ぎ、新温泉町が全但バスに委託する形で運行を開始した。
- 2009年4月1日 一部の路線でフリー乗降制度を導入。土曜日・日曜日・祝日の一部の路線・便をデマンドバスに変更。
- 2010年4月1日 ダイヤ改正。[1]
  - デマンドバスを「事前予約バス」に名称変更。
  - 照来農協（照来循環線）→桐岡、熊谷小（伊角線）→神田にバス停名変更。
  - 居組線の大半を浜坂港経由に変更。
- 2010年8月1日 久斗山線、田井線、三尾線を土曜・休日全面運休化。[2]
- 2011年4月1日 ダイヤ改正。[3]

## 概要
- 運賃は区間制。上限運賃制度を採用している。
- 目的地までの直通バスがないため複数のバスを乗り継ぐ場合は乗継券を発行する。
- 運行は全但バス湯村温泉営業所に委託されている。
- 土曜日・日曜日・祝日の一部の路線・便は事前予約バスのため、前日までに電話予約が必要となる。

## 各営業所（車両配置区所）・出張所所在地

全但バス湯村温泉営業所

- 全但バス湯村温泉営業所
  - 兵庫県美方郡新温泉町湯1354番地1

## 路線

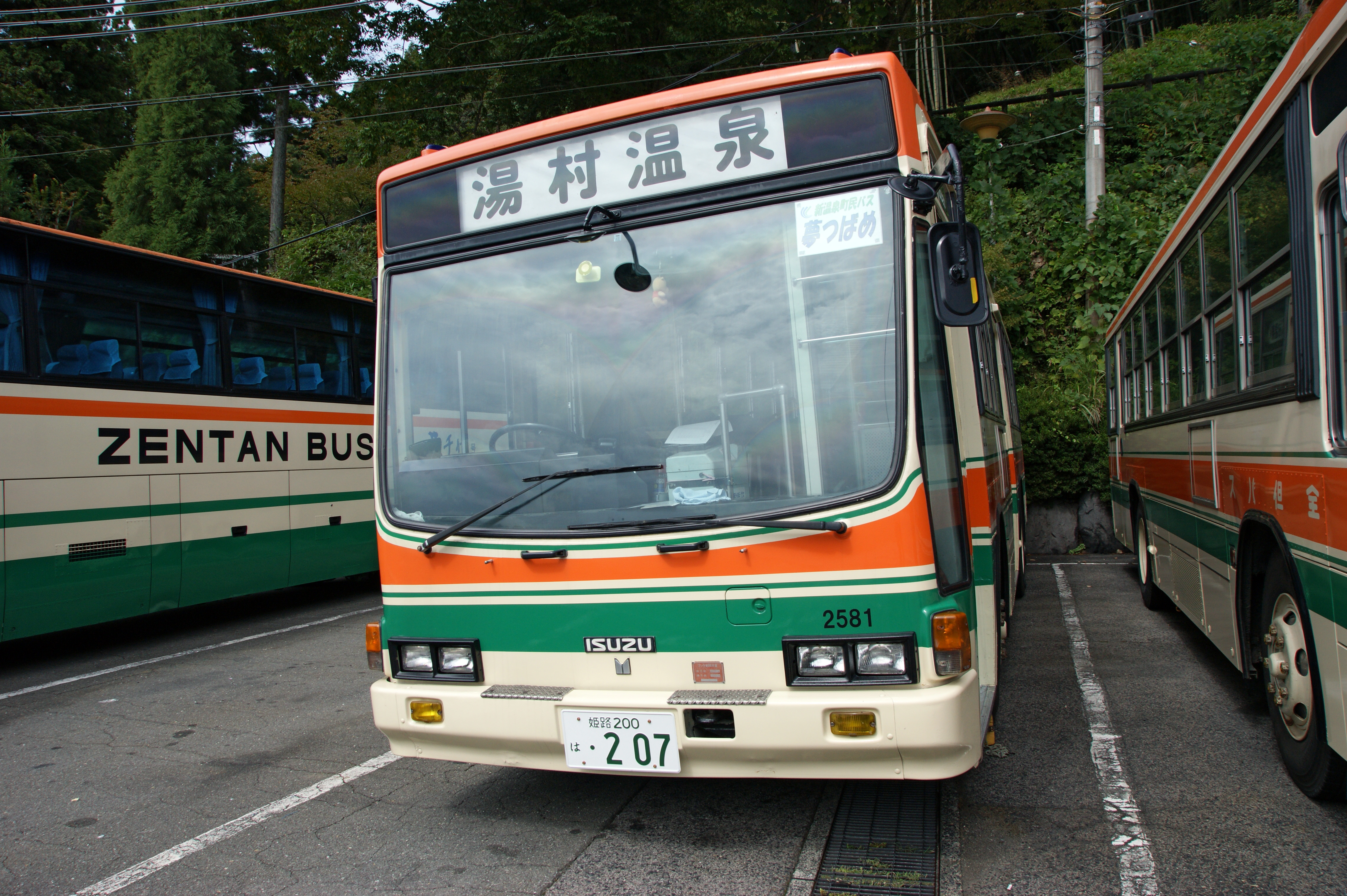
夢つばめのバス車両（元全但バス、白ナンバー）。全但バス湯村温泉営業所にて

詳細な運行案内は、外部リンクを参照のこと。
（停留所名）は一部の便のみ停車。＜停留所名／停留所名＞はどちらかを経由。
居組線
- （浜坂病院 - 七釜温泉 - 栃谷七釜温泉口 - ）浜坂駅 - 浜坂北小学校 - ＜浜坂高校／城山公園＞ - 諸寄 - 浜坂西小学校 - 諸寄 - 居組港
  - 土曜日・日曜日・祝日運休。

赤崎循環線・田井線・三尾線
- （浜坂病院 - ふじっ子 - ）浜坂駅 - 新温泉町役場 - 図書館前 - 清富 - 田井 - 赤崎コミュニティセンター - 三尾 - 和田 - （浜坂東小学校） - 久斗橋 - 浜坂病院 - ＜ふじっ子／図書館前 - 新温泉町役場＞ - 浜坂駅（ - 浜坂B&G海洋センター）
- （浜坂B&G海洋センター - ）浜坂駅 - 新温泉町役場 - 図書館前 - 清富 - 田井 - 赤崎コミュニティセンター - 三尾 - 和田 - 久斗橋 - 浜坂病院 - ふじっ子 - 浜坂駅
  - 上記は右回り。左回りは逆方向となる。
  - ただし、一部の便は（浜坂病院 -  ）浜坂駅 - 清富 - 田井間、三尾 - 久斗橋 - 浜坂病院 - 浜坂駅（ - 浜坂B&G海洋センター）間の区間便となる。
  - 土曜日・日曜日・祝日運休。
  - 清富 - 田井 - 三尾 - 久斗橋間はフリー乗降区間。

久斗山線
- （浜坂B&G海洋センター - ）浜坂駅 - ふじっ子 - 浜坂病院 - 久斗橋 - 浜坂東小学校 - 藤尾 - 久斗山
  - 土曜日・日曜日・祝日運休。
  - 久斗橋 - 久斗山間はフリー乗降区間。

浜坂温泉線
- （（ジオパーク館 -） 浜坂高校 - ＜浜坂北小学校／新温泉町役場＞ -） 浜坂駅 - ＜はまさかの里 - 浜坂病院 - 七釜温泉／栃谷七釜温泉口＞ - 金屋口 - 出合 - 夢が丘中学校 - 湯村温泉 （- 温泉総合支所）

伊角線
- 湯村温泉 - 夢が丘中学校 - 出合 - 金屋口 - 熊谷 - 伊角下 - 伊角上
  - 土曜日・日曜日・祝日運休。
  - 金屋口 - 伊角下 - 伊角上間はフリー乗降区間。

春来線
- （夢が丘中学校 - ）湯村温泉 - 春来口 - 春来上
  - 土曜日・日曜日・祝日運休。
  - 一部の便は事前予約バスである。

照来循環線
- 湯村温泉 - 夢が丘中学校 - 泉町 - 桐岡 - 切畑 - 丹土 - 中辻 - 塩山上 - 飯野 - 竹田橋 - 出合 - 夢が丘中学校 - 湯村温泉
  - 上記は右回り。左回りは逆方向となる。平日・土曜の朝1便のみ塩山上始発（右回り）の区間便がある。
  - 泉町 - 中辻間、飯野 - 竹田橋間はフリー乗降区間。
  - 日曜日・祝日の一部の便は事前予約バスである。

八田線
- 湯村温泉 - 夢が丘中学校 - 出合 - 竹田橋 - 千谷 - 八田コミュニティセンター - 海上口 - 石橋 - 田中 - 青下
  - 八田コミュニティセンターで海上線（土曜日・日曜日・祝日は運休）と接続（乗継券を発行）。
  - 日曜日・祝日の一部の便は事前予約バスである。

海上線
- （湯村温泉 - 夢が丘中学校 - 出合 - 竹田橋 - 千谷 - ）八田コミュニティセンター - 海上口 - 海上
- 湯村温泉 - 夢が丘中学校 - 出合 - 竹田橋 - 千谷 - （ノンストップ） - 岩美駅（鳥取県岩美郡岩美町）
  - 八田コミュニティセンターで八田線と接続（乗継券を発行）。
  - 土曜日・日曜日・祝日運休。

## 浜坂町営バス

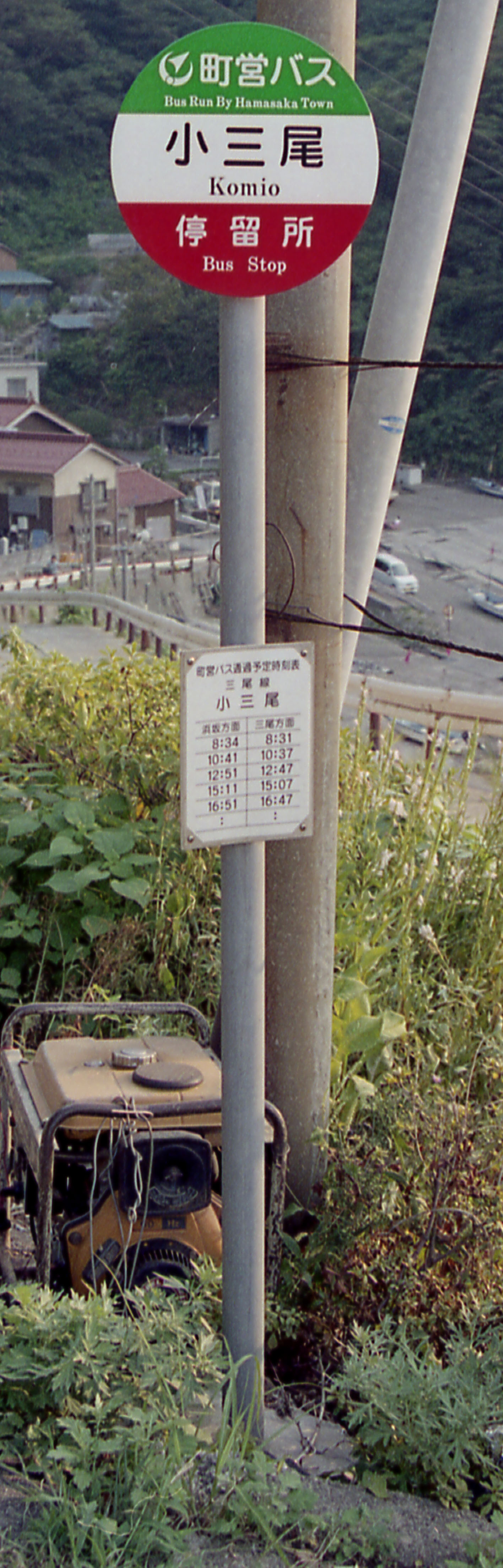
浜坂町営バスのバス停

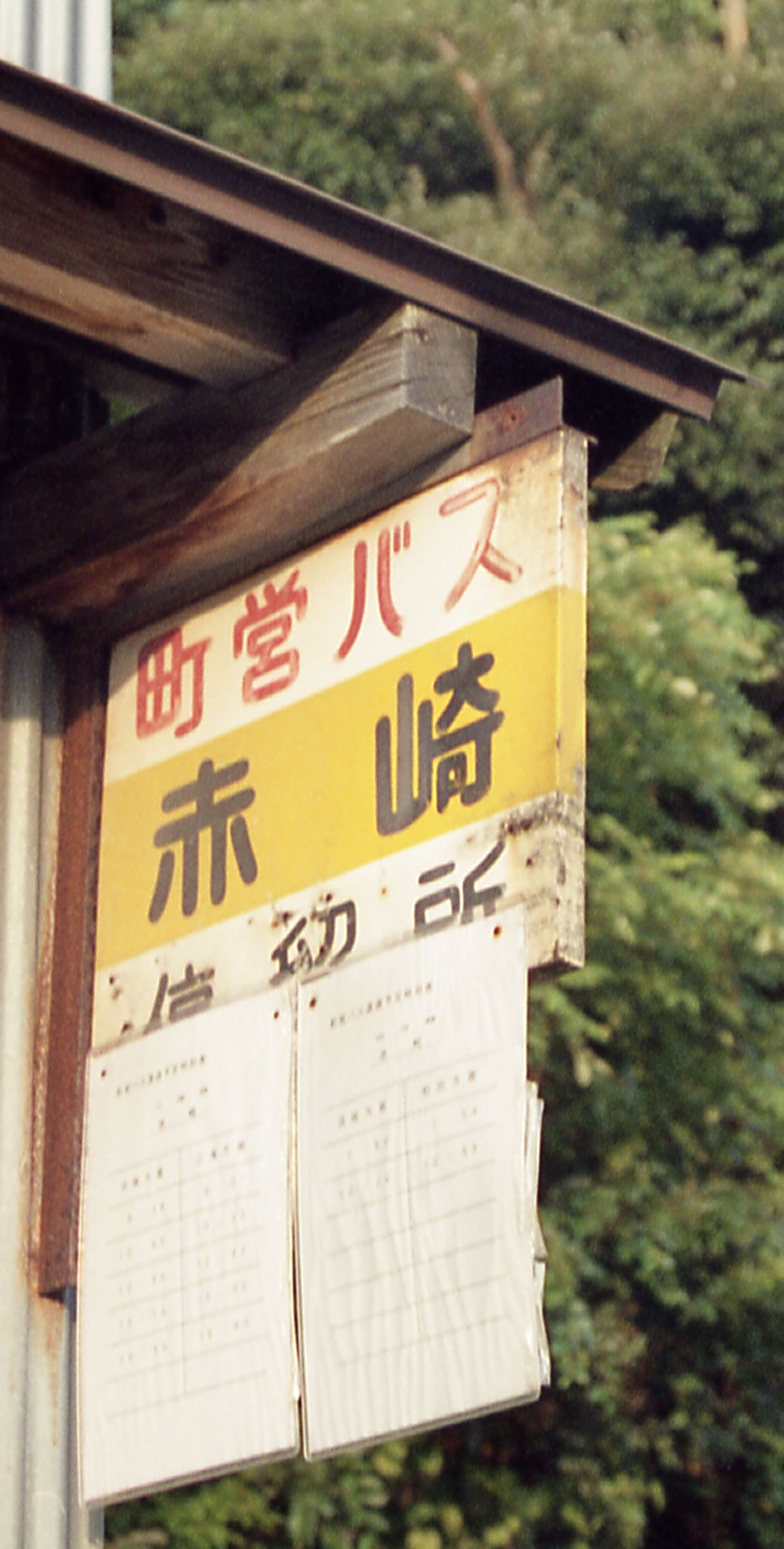
浜坂町営バスのバス停（古いタイプ）

合併前の浜坂町が、自家用自動車（白ナンバー車）による有償運送（いわゆる80条バス）として運行していた自治体バスである。日曜・祝日及び12月29日～1月3日は全線運休だった。現在旧町営バスの路線は「夢つばめ」に引き継がれている。

### 沿革
- 1984年4月16日 浜坂町営バス田井線・三尾線運転開始。1日3往復。[4]
- 1991年6月1日 田井線を和田まで延長。[4]
- 2001年4月1日 町営バスを中本町 - 浜坂町役場間延長。[4]

### 路線
以下の路線があった。　※2000年時点での情報、その後浜坂町役場まで路線延長されている
田井線
- 中本町 - 清富 - 指杭 - 田井 - 赤崎小学校 - 赤崎 - 和田
  - 冬期（12月16日～3月15日）は田井 - 和田間運休。

三尾線
- 中本町 - 二日市 - 和田 - 赤崎 - 三尾口 - 小三尾 - 三尾
  - 冬期（12月16日～3月15日）は三尾口 - 三尾間運休。

### 車両

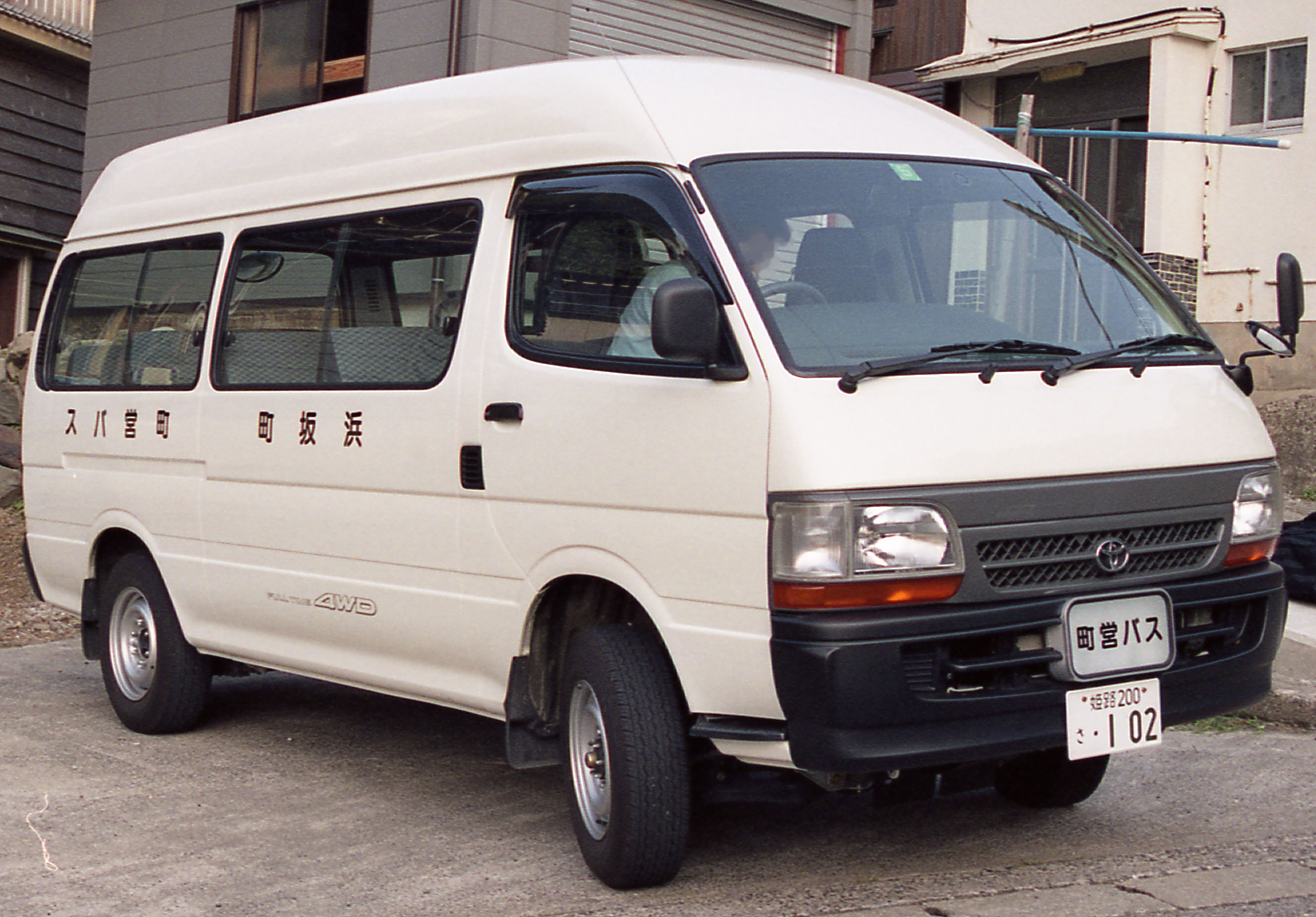
浜坂町営バスの車両（2000年当時）

- トヨタ・ハイエースを使用していた。